# Kobieta bez cienia
Kobieta bez cienia (niem. Die Frau ohne Schatten) – opera z muzyką Richarda Straussa i librettem Hugona von Hofmannsthala.

## Osoby
- Cesarz (niem. Der Kaiser) – tenor
- Cesarzowa (niem. Die Kaiserin) – sopran
- Mamka (niem. Die Amme) – mezzosopran
- Posłaniec Duchów (niem. Der Geisterbote) – baryton
- Barak, farbiarz (niem. Barak, der Färber) – baryton
- Jego Żona (niem. Sein Weib) – sopran
- Strażnik Progu Świątyni (niem. Der Hüter der Schwelle des Tempels) – sopran
- Głos Sokoła (niem. Die Stimme des Falken) – sopran
- Głos z Wysoka (niem. Die Stimme von oben) – alt
- Bracia Baraka: Jednooki, Jednoręki, Garbus (niem. Baraks Brüder: Der Einäugige, Der Einarmige, Der Bucklige) – bas, baryton, tenor
- Wizja Młodzieńca (niem. Die Erscheinung eines Jünglings) – tenor
- Głosy Nocnych Stróżów (niem. Die Stimmen der Wächter) – 3 basy
- Głosy Nienarodzonych Dzieci (niem. Sechs Kinderstimmen) – 3 soprany, 3 alty
- Służebne (niem. Dienerinnen) – 2 soprany, alt

## Treść

### Akt I
W pałacu Cesarza Mamka (niania, piastunka) czuwa nad snem Cesarzowej. Pojawia się Posłaniec Duchów, dwunasty z posłańców ojca Cesarzowej, Keikobada, z pytaniem, czy Cesarzowa rzuca cień. Mamka zaprzecza, na co Posłaniec zapowiada, że jeśli w ciągu trzech dni Cesarzowa nie zdobędzie cienia, powróci do ojca, a Cesarz zamieni się w kamień.
Cesarz wyrusza na polowanie, a Cesarzowa z Mamką zstępują z baśniowej krainy na ziemię, by zdobyć cień. Trafiają do chaty Baraka, którego młoda żona nie chce mieć dzieci. W zamian za trzydniową służbę Cesarzowej i Mamki oraz obietnicę otrzymania skarbów kobieta zgadza się oddać swój cień.

### Akt II
Mamka zwodzi Żonę Baraka wizją Młodzieńca, a ta coraz oschlej zachowuje się wobec męża. Cesarz dowiaduje się o wyprawie Cesarzowej i początkowo chce ją zabić, później jednak rezygnuje z tego zamiaru. Cesarzowa cierpi rozdarta między wolą ratowania męża a litością nad rodziną Baraka; w chwili gdy może schwytać ulatujący cień farbiarki, rezygnuje z tego zamiaru. Rzeka występuje z brzegów i zalewa chatę Baraka, a Mamka unosi Cesarzową do baśniowej krainy.

### Akt III
Barak i jego żona, uwięzieni w podziemnych grotach, wyznają żal za swoje zachowanie i zostają odesłani na ziemię, gdzie jednak nie mogą się odnaleźć. Cesarzowa udaje się do świątyni Keikobada, gdzie ma się odbyć sąd nad Cesarzem. Cesarzowa może go wyzwolić, pijąc wodę życia ze źródła bijącego w świątyni, lecz cofa się przed tym, nie chcąc ratować męża kosztem Baraka i jego żony. Szlachetna postawa Cesarzowej zostaje nagrodzona – kamieniejący Cesarz odzyskuje życie, a obie pary bohaterów łączą się.
Bohaterowie dramatu są postaciami symbolicznymi, archetypowymi. Nikt poza farbiarzem Barakiem nie ma swojego imienia. Wprawdzie najsilniej zarysowanymi postaciami są Farbiarka i Farbiarz, lecz nie oni są głównymi bohaterami. Ich los jest podporządkowany losowi Cesarzowej, której wewnętrzne dojrzewanie i osiąganie samopoznania jest istotą całej opery.
Cesarz symbolizuje świadomość zamkniętą w sobie, pozostającą obojętną na wydarzenia świata zewnętrznego, nie otwierającą się na inne osoby. Jest myśliwym, który znalazł kiedyś swą żonę w ciele białej gazeli, którą chciał upolować.
Mamka (niania) symbolizuje życie spętane więzami wyłącznej, zaborczej miłości, jest najbardziej reprezentatywnym przykładem istot ze świata duchów, nie chce razem z Cesarzową stać się człowiekiem, brzydzi się ludźmi i ich kondycją duchową. Przez to jednak nie ma mocy, aby podążyć za Cesarzową do końca jej drogi, w pewnym momencie staje się zbędna.
Keikobad (władca świata duchów, ojciec Cesarzowej) jest postacią abstrakcyjną, nie przyjmującą żadnego konkretnego kształtu; surowy sędzia i wcielona mądrość znająca wszystkie tajemnice świata, nie chce aby istoty ze świata duchów jednały się z ludźmi.
Barak (farbiarz) jest osobą, która afirmuje swoją sytuację i siebie. Jego żona jest kobietą reprezentującą nieokiełznane siły, archaiczne moce, który gdy nie są zaprzęgnięte do wyższych celów zamieniają się w chaos. Żona Baraka jest w osobą, która wszystko neguje.
Bracia farbiarza Baraka (jednooki, jednoręki i garbaty) symbolizują ludzkie ułomności i słabości.
Istnieje wiele interpretacji znaczenia Cienia. Posiadanie Cienia oznacza możliwość urodzenia dziecka. Według C.G. Junga Cień jest jedną ze składowych ludzkiej psychiki. Oznacza on wszystkie instynkty, dynamizmy, siły witalne, które człowiek musi zintegrować z całą psychiką, aby móc w pełni dojrzeć. Zdobycie Cienia oznacza więc dla Cesarzowej stanie się człowiekiem, z jednej strony mogącym kochać namiętną miłością, mieć dzieci, ale z drugiej strony śmiertelność. Treść opery symbolizuje drogę duszy Cesarzowej od istoty czystej, duchowej, lecz nieświadomej samej siebie, po istotę w pełni ludzką, posiadającą potomstwo, ale też śmiertelną. Żona Farbiarza odrzuciła tę cząstkę siebie, zrezygnowała z chęci posiadania potomstwa, ponieważ jest zmęczona życiem. Cesarzowa podejmuje wysiłki, aby za namową i pomocą mamki zdobyć upragniony Cień.
Treść libretta nawiązuje do filozofii Artura Schopenhauera i jego koncepcji współczucia, które ratuje ludzi przed poczuciem zupełnego bezsensu istnienia. Cesarzowa przez współczucie innym dostaje Cień, staje się istotą ludzką wybawioną z opresji swego życia. Dojrzewa do tego, że bycie człowiekiem jest pełniejsze niż egzystencja istoty duchowej, czystej. Szczęście jest równoważne z miłością małżeńską, potomstwo jest spełnieniem, współodczuwanie cudzej niedoli warunkiem tego szczęścia. Stać się człowiekiem oznacza dojść do tego, co najwyższe. Wieczność nie polega na abstrakcyjnym duchowym istnieniu gdzieś w zaświatach, wydaje się, że posiadanie potomstwa jest formą wiecznego istnienia człowieka - żyje on w swoich dzieciach: "Wy, małżonkowie spoczywający w miłosnym uścisku, jesteście rozpiętym nad otchłanią mostem, po którym martwi wchodzą w życie! Błogosławione nich będzie dzieło waszej miłości" - śpiewają strażnicy na końcu I aktu.

## Historia utworu
Hofmannsthal rozpoczął pracę nad baśniowym librettem Kobiety bez cienia w 1910 i przekazywał Straussowi kolejne partie tekstu w latach 1912–1916; kompozytor stopniowo opracowywał muzykę i orkiestrował utwór. Jeszcze przed premierą opery libretto, rozwinięte w znacznie bogatsze poetyckie opowiadanie, ukazało się drukiem. Prapremiera Kobiety bez cienia, wystawionej w znakomitej obsadzie (w wielkich partiach sopranowych Cesarzowej i Żony Baraka wystąpiły Maria Jeritza i Lotte Lehmann; reż. Hans Breuer, dyr. Franz Schalk) odbyła się w wiedeńskiej Staatsoper 10 października 1919 r. i zakończyła się sukcesem. Wkrótce opera została wystawiona w Dreźnie, Monachium i Berlinie, jednak ze zmiennym powodzeniem. Trudności w skompletowaniu obsady niezwykle trudnych partii czworga głównych bohaterów i wymagania inscenizacyjne związane z baśniowym charakterem utworu spowodowały powolne jego dostawanie się na kolejne sceny. Do historii przeszły: premiera Kobiety bez cienia w Metropolitan Opera (1964) pod dyrekcją Karla Böhma (z Leonie Rysanek, Christą Ludwig, Jamesem Kingiem i Walterem Berrym) oraz inscenizacja Opery Wiedeńskiej (1977), także pod dyrekcją Böhma (Leonie Rysanek, Birgit Nilsson, James King, Walter Berry). Niewielu teatrom udaje się pokonać trudności obsadowe i inscenizacyjne, przez co Kobieta bez cienia rzadko pojawia się na scenach. W Polsce inscenizację dzieła podjęła Opera Wrocławska (2009 r.) pod kierownictwem muzycznym prof. Ewy Michnik i reżyserią Hansa-Petera Lehmana. Spektakl pozostał od tamtej pory w repertuarze wrocławskiej instytucji.